# Mitsugi Saotome
Mitsugi Saotome (1937) és un professor d'Aikido japonès, 8è Dan, que viu i ensenya als Estats Units. Forma part de la quarta generació (1956-1965) en la genealogia de l'Aikido.
Durant 15 anys va estudiar com a Ushi deshi a l'Aikikai de Tòquio amb el fundador Morihei Ueshiba. Després de fer de professor al Hombu Dojo des del 1960 i durant alguns anys, va emigrar als Estats Units el 1975 per desenvolupar l'Aikido al món" a través d'una escola. Ha escrit dos llibres.